# Vlčková
Vlčková (deutsch Wlczkowa, 1939–1945 Wolfsberg) ist eine Gemeinde in Tschechien. Sie liegt zwölf Kilometer nordöstlich von Zlín und gehört zum Okres Zlín.

## Geographie
Vlčková befindet sich in den Hosteiner Bergen im Tal des Baches Kameňák. Nördlich erhebt sich der Kuželek (638 m), im Nordosten der Horní Lázek (566 m), östlich die Vančica (510 m) und Sýkornice (584 m), im Südosten der Třeskunov (462 m), südlich die Sýkoří (449 m), im Südwesten die Rablina (486 m), westlich die Velá (526 m) sowie im Nordwesten der Ondřejovsko (634 m) und die Bzová (622 m). Das Dorf liegt im Naturpark Hostýnské vrchy.
Nachbarorte sind U Juránků, Ráztoka und Hutě im Norden, Štěprová, U Brány und Držková im Nordosten, Bílý Kopeček, Na Kopné, Hrubý Les und Podkopná Lhota im Osten, Kašava im Südosten, Na Písečném und Velíková im Süden, Lukov, Růžová, Pila und Vítová im Südwesten, Lukoveček, Přílepy und Žopy im Westen sowie Rusava und Kameňák im Nordwesten.

## Geschichte
Die erste schriftliche Erwähnung des zur Herrschaft Lukov gehörigen Dorfes Wilczkaw erfolgte 1373 in der Olmützer Landtafel. Im Jahre 1446 wurde der Ort als Wlczkow und 1509 als Wlczkowa bezeichnet.  Besitzer der Herrschaft Lukov waren im 16. Jahrhundert  u. a. die Nekesch von Landek. Lukrezia von Witschkow, geborene Nekesch von Landek, die 1607 die Herrschaft geerbt hatte, heiratete 1609 Albrecht von Waldstein. Wlczkowa bestand zu Beginn des 17. Jahrhunderts aus 15 Anwesen, darunter einer Freimühle. 1625 trat Waldstein Lukov mit allem Zubehör an den Kaiser ab, der die Herrschaft an Stephan Schmidt von Freihofen übergab. Von diesem erwarben 1628 die Minkwitz von Minkwitzburg die inzwischen stark verschuldete Herrschaft. Nach dem Dreißigjährigen Krieg lagen zwei der 15 Wirtschaften wüst. Aus dem Jahre 1671 ist der Ortsname Wlcžkowa überliefert. 1710 kauften die Herren von Rottal Lukov. Johann von Rottal veräußerte die Güter 1724 an Johann Friedrich Graf von Seilern-Aspang, dessen Nachkommen den Besitz bis 1945 hielten. Pfarr- und Schulort war Kašava. Das älteste Ortssiegel trägt die Inschrift WLCZKOWA und zeigt einen Wolf, der ein Lamm fortträgt. 1773 kaufte Jan Kolář die Vogtei von Grafen Seilern-Aspang, später kauften sich sukzessive auch die Besitzer aller anderen Anwesen aus der Untertänigkeit frei. Im Jahre 1834 lebten in den 54 Häusern des Dorfes 403 Personen. In Wlczkowa bestanden zwei Mühlen, zur Unteren oder Minářský-Mühle gehörte auch eine Brettsäge. Die Bewohner lebten von der wegen des rauen Klimas und der Gebirgslage wenig erträglichen Landwirtschaft und fertigten in Heimarbeit Holzwaren. Bis zur Mitte des 19. Jahrhunderts blieb das Dorf immer zur Herrschaft Lukov zugehörig.
Nach der Aufhebung der Patrimonialherrschaften bildete Wlcžkowa ab 1850 eine Gemeinde in der Bezirkshauptmannschaft Uherský Brod.  Ab 1855 gehörte die Gemeinde zum Bezirk Vizovice und ab 1868 zum Bezirk Holešov. Seit 1872 wird die Gemeinde als Vlčková /Wlczkowa bezeichnet. 1935 wurde Vlčková dem Bezirk Zlín zugeordnet. Ab 1954 gehörte Vlčková zum Okres Gottwaldov-venkov und ab 1960 wieder zum Okres Gottwaldov, der nach der politischen Wende seit 1990 wieder den Namen Okres Zlín trägt.
Die Gemeinde Vlčková führt ein Wappen. Es zeigt drei achtzackige goldene Sterne auf blauem Feld sowie mittig – auf goldenem Feld – einen schwarzen Wolf mit silbernem Lamm im Fang.

## Ortsgliederung
Für die Gemeinde Vlčková sind keine Ortsteile ausgewiesen. Zu Vlčková gehören die Ansiedlungen Kameňák und Na Písečném.

## Sehenswürdigkeiten
- Kapelle im Ortszentrum
- geschnitztes Kreuz an der Kapelle. Das denkmalgeschützte Original des von einem örtlichen Künstler gefertigten Kreuzes wird heute im Magazin der Gedenkstätte Ploština aufbewahrt.
- Reste der Burg Lukov, im Wald südöstlich des Dorfes
- Naturdenkmal Ondřejovsko, bewaldeter Felsrücken
- Naturdenkmal Bzová, Buchenwald mit Urwald-Charakter
- Naturdenkmal Králky, Felsformationen unterhalb der Burg Lukov
- Dub u Včelínku, denkmalgeschützte Eiche im Oberdorf
- Lípa u Luže, denkmalgeschützte Linde im Niederdorf
- Vlčkovská lávka, alljährlicher Wettbewerb zur Überquerung des Dorfteiches auf einem 36 m langen und 25 cm breiten Steg